# العلاقات الأمريكية اليوغوسلافية
كانت العلاقات بين الولايات المتحدة ويوغوسلافيا علاقات خارجية تاريخية بين الولايات المتحدة ويوغوسلافيا السابقة، ابتداءً من مملكة يوغوسلافيا (1929-1941) حتى جمهورية يوغوسلافيا الاتحادية الاشتراكية (1945-1992). تأرجحت العلاقات من الجهل المتبادل والعداء إلى التعاون الوثيق والمشاركة الأمريكية المباشرة الهامة.

## التاريخ

### فترة ما بين الحربين
تم إنشاء مملكة يوغوسلافيا في أعقاب الحرب العالمية الأولى تحت تأثير مبادئ ويلسون الأربعة عشر لتقرير المصير من قبل الرئيس وودرو ويلسون. وقبل توحيد يوغوسلافيا، أقامت الولايات المتحدة علاقات دبلوماسية مع مملكة صربيا من عام 1882 وإمارة الجبل الأسود من عام 1905.

### الحرب العالمية الثانية
خلال مراحل الحرب العالمية الثانية في يوغوسلافيا، دعمت الولايات المتحدة في البداية الحكومة الملكية اليوغوسلافية في المنفى. وعندما غزا النازيون يوغوسلافيا في ربيع عام 1941، دعمت الولايات المتحدة بشكل حاسم الشيتنيك في السنوات الأولى من الحرب. لكن هذا تغير بمجرد أن اعترفت المصادر البريطانية بالحزب اليوغوسلافي باعتباره حركة المقاومة المهمة الوحيدة التي سترتفع لتصبح أكثر حركة مقاومة فعالة ضد المحور خلال الحرب.

### سنوات ما بعد الحرب الأولية
في الفترة الأولى بعد الحرب كانت العلاقات بين البلدين سيئة حيث كان يُنظر إلى يوغوسلافيا على أنها أقرب حليف للسوفييت، وبكونها البلد الذي حصل فيه الحزب الشيوعي على السلطة دون أي دعم سوفييتي كبير. استمرت هذه المرحلة في فترة قصيرة بعد نهاية الحرب العالمية الثانية عام 1945 وقبل بداية الحرب الباردة عام 1947. لقد تميزت هذه الفترة بالدبلوماسية السوفيتية التصالحية تجاه الغرب والسياسة الخارجية اليوغوسلافية الأكثر عدوانية التي شاركت في قضايا مثل إقليم ترييستي المستقل والحرب الأهلية اليونانية. توترت العلاقات أكثر عندما أُسقطت طائرتا شحن من طراز دوغلاس سي-47 سكاي ترين تابعة للقوات الجوية الأمريكية فوق يوغوسلافيا في غضون أسبوعين.

### العلاقات بعد 1948

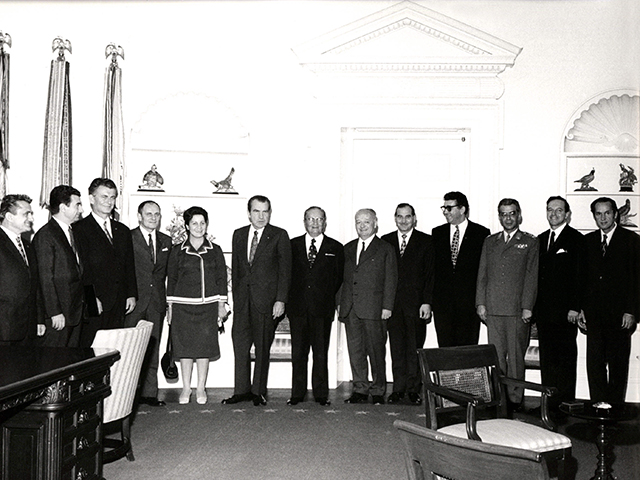
صورة جماعية مع الوفد اليوغوسلافي.

مثّل انشقاق عام 1948 بين تيتو وستالين نقطة تحول رئيسية في العلاقات بين الولايات المتحدة والجمهورية الاشتراكية الجديدة. طلبت يوغوسلافيا لأول مرة المساعدة من الولايات المتحدة في صيف 1948. قررت إدارة ترومان تقديم مساعدات وقروض ومساعدات عسكرية كبيرة ليوغوسلافيا رغم بعض المخاوف التي سببتها العلاقات السابقة. حصل تيتو على دعم الولايات المتحدة في محاولة يوغوسلافيا الناجحة عام 1949 للحصول على مقعد في مجلس الأمن التابع للأمم المتحدة، ضد المعارضة السوفيتية. في عام 1949، قدمت الولايات المتحدة قروضًا إلى يوغوسلافيا، وفي عام 1950 تمت زيادة القروض وتبعها منح كبيرة ومساعدات عسكرية. ومع أن اليوغسلاف في البداية تجنبوا طلب المساعدة العسكرية معتقدين أنها ستكون ذريعة لغزو سوفييتي، لكن بحلول عام 1951 أصبحت السلطات اليوغوسلافية مقتنعة بأن الهجوم السوفيتي كان حتميًا وتم إدراج يوغوسلافيا في برنامج المساعدة الدفاعية المتبادلة. أدركت الولايات المتحدة الأهمية الاستراتيجية ليوغوسلافيا الاشتراكية المستقلة والناجحة كنموذج تخريبي للدول الأخرى التي كانت جزءً من الكتلة الشرقية.
تعاملت الدبلوماسية اليوغوسلافية بنجاح مع التحولات في بؤرة تركيز السياسة الأمريكية من جاذبية كينيدي «غراند ديزاين» و«بناء الجسور» لجونسون، ودبلوماسية نيكسون الشخصية، إلى تركيز كارتر على حقوق الإنسان. اتبعت يوغوسلافيا سياسة خارجية مستقلة للغاية وحافظت على قيادة حركة عدم الانحياز الدولية التي أسست أيديولوجية منافسة وتحدت القوتين العظميين.

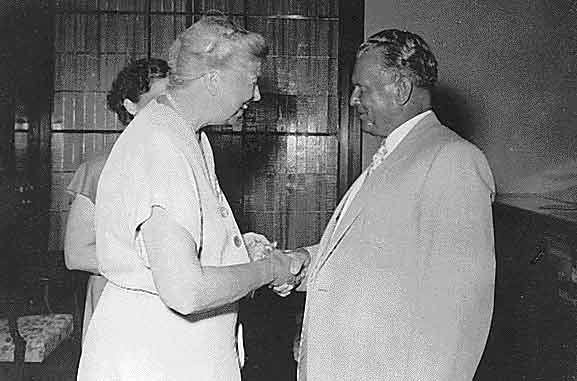
إليانور روزفلت وجوزيف بروز تيتو عام 1953
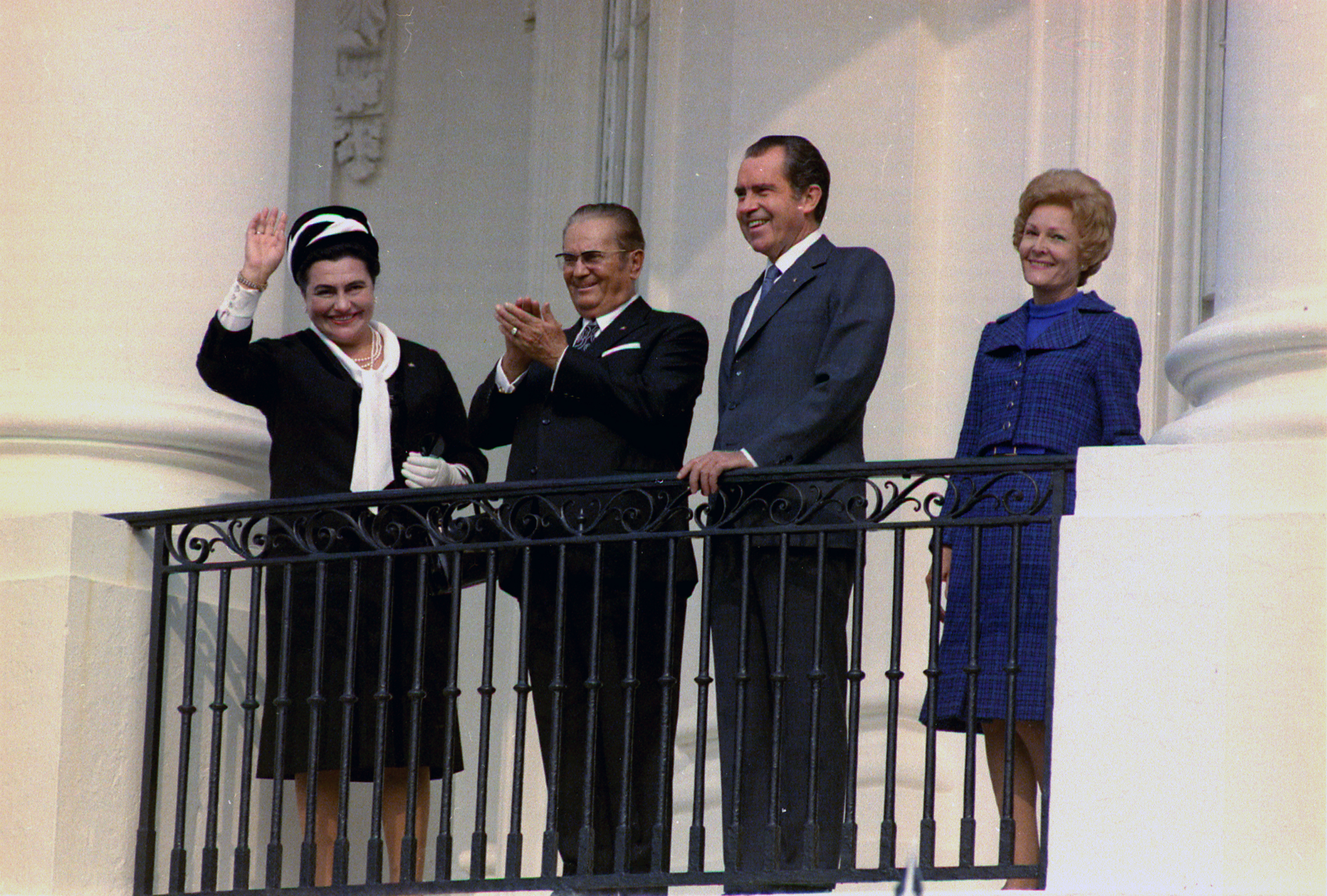
الرئيس والسيدة بروز والرئيسة والسيدة نيكسون يطلان على مراسم الوصول إلى الحديقة الجنوبية من البيت الأبيض.
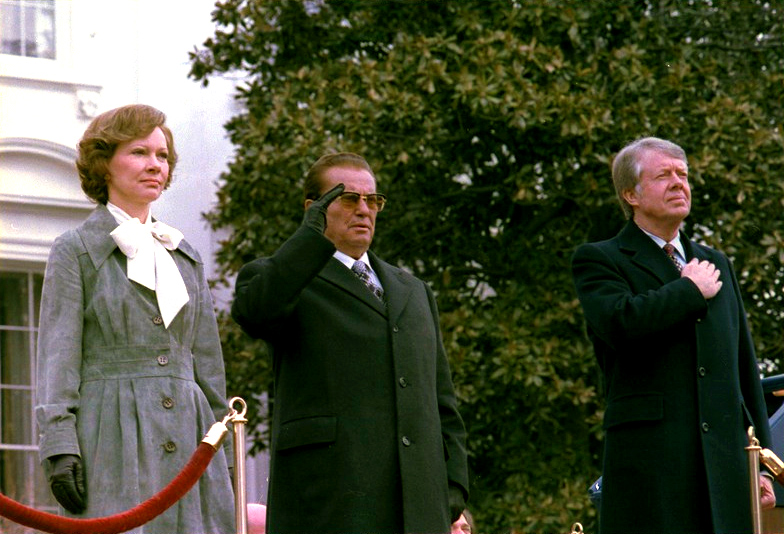
تيتو مع روزالين وجيمي كارتر خلال ثالث زيارات الدولة لتيتو للولايات المتحدة الأمريكية في عام 1978.
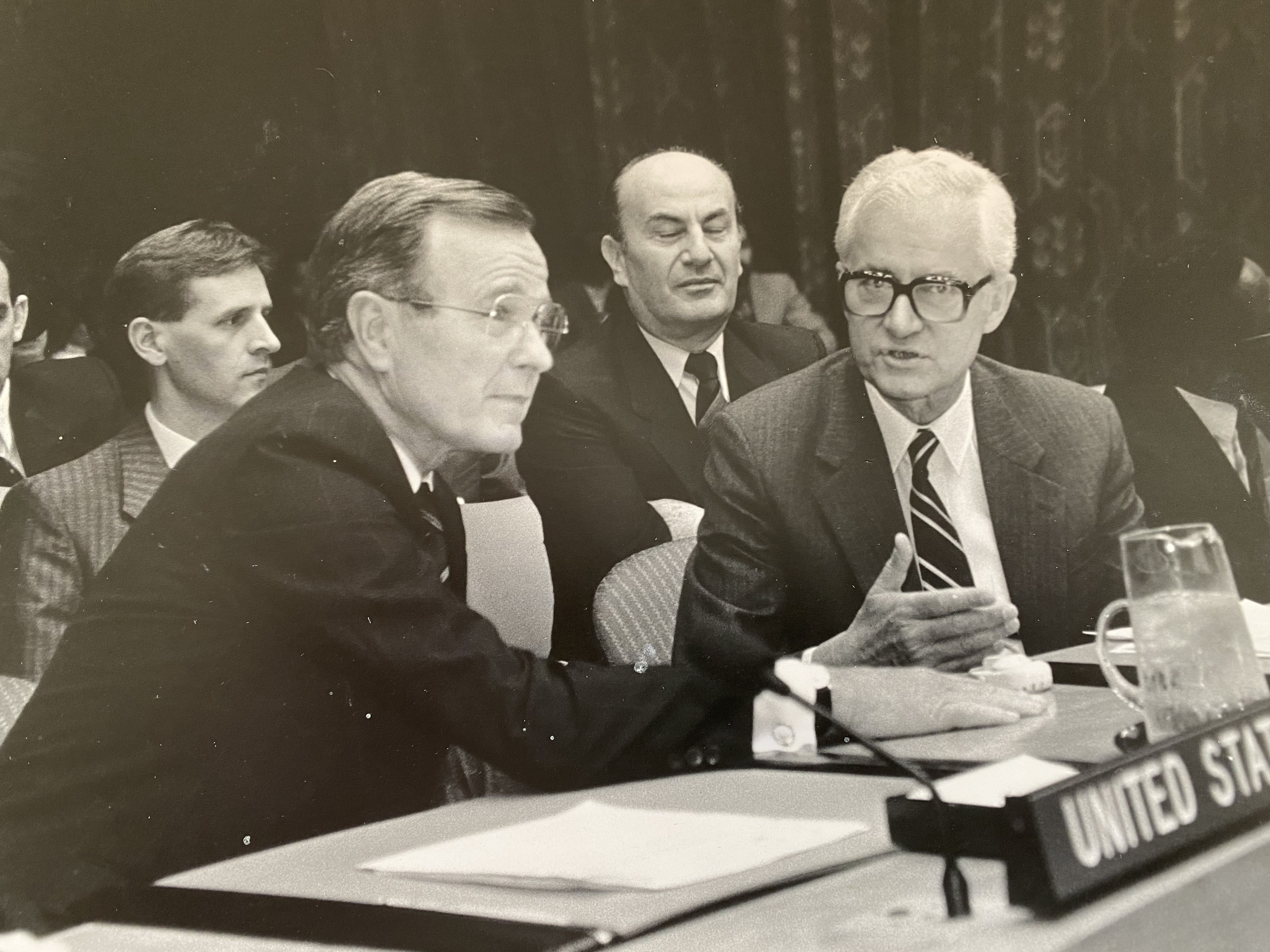
ممثل يوغوسلافيا دراغوسلاف بيجيتش يتحدث إلى جورج بوش الأب في اجتماع مجلس الأمن التابع للأمم المتحدة في 14 يوليو 1988.

### أزمة يوغوسلافيا، والتفكك والحروب
كانت الولايات المتحدة من أشد المدافعين عن وحدة يوغوسلافيا خلال المرحلة الأولى من الأزمة اليوغوسلافية، وبعدها في مرحلة تفكك يوغوسلافيا في نهاية الحرب الباردة. في الوقت نفسه، اعتقدت واشنطن أن الأزمة كانت قضية يتعين على أوروبا حلها. أدى فشل المجتمع الأوروبي وبالتالي الاتحاد الأوروبي في التعامل مع حروب يوغوسلافيا إلى تورط أمريكي كبير في المنطقة. في هذه العملية، قدمت رئاسة بيل كلينتون ضمانات أمنية وجهودًا لجمهوريات يوغوسلافيا السابقة الأصغر والأضعف وهي البوسنة والهرسك ومقدونيا الشمالية. أدى ذلك إلى بعض الاحتكاكات مع كرواتيا وأخرى مهمة مع صربيا والجبل الأسود (التي رفضت الولايات المتحدة الاعتراف بها كخليفة وحيد ليوغوسلافيا الاشتراكية) وصرب البوسنة والتي تصاعدت في عام 1995 أثناء عملية القوة المتعمدة وقصف الناتو ليوغوسلافيا عام 1999، وقد استمر كل شيء حتى الإطاحة بسلوبودان ميلوشيفيتش.